# Лісандру Семеду
Лісандру Педру Варела Семеду або просто Лісандру Семеду (порт. Lisandro Pedro Varela Semedo / Lisandro Semedo; нар. 12 березня 1996, Сетубал, Португалія) — кабовердійський та португальський футболіст, вінґер нідерландського клубу «Фортуна» (Сіттард) та національної збірної Кабо-Верде.

## Клубна кар'єра
Футбольну кар'єру розпочав у скромному португальському клубі «Амарелуш». У 2005 році перейшов до академії лісабонського «Спортінга». 15 липня 2016 року підписав 3-річний контракт з англійським «Редінгом». Рік по тому перебрався до кіпрського «АЕЗ Закакіу».

### Оренда в ОФІ
27 червня 2019 року «Фортуна» (Сіттард) перейшов в сезонну оренду до ОФІ. 29 вересня 2019 року відзначився першим голом за клуб у переможному (3:1) домашньому поєдинку проти «Астерас» (Триполі). 6 жовтня 2019 року Семедо продемонстрував вдалу гру, допоміг команді здобути домашню перемогу (4:1) над «Паніоніосом», відзначився двома голами й віддавши одну гольову передачу. 26 жовтня 2019 року відзначився голами в переможному (2:0) домашньому поєдинку «Ксанті». 3 листопада 2019 року Семеду відзначився голом на початку матчу, але його команда врешті зазнала виїзної поразки (2:3) від АЕЛа, незважаючи на перевагу в два м’ячі. 30 листопада 2019 року Семеду відзначився єдиним голом на 52-й хвилині, отримавши пас від Хуана Нейри, й допоміг здобути важливу домашню перемогу проти АЕКа (Афіни) (1:0).
1 березня 2020 року, після 4-місячної перерви, відзначився голом у переможному (3:0) домашньому поєдинку проти «Ламії».

## Кар'єра в збірній
Виступав у складі юнацьких збірних Португалії (U-16, U-17 і U-18), загалом провів 11 матчів та відзначився 1 голом.

## Особисте життя
Лісандру Семеду має кабовердійське походження.

## Статистика виступів

### Клубна
Станом на 14 лютого 2020.
| Сезон                          | Команда                        | Чемпіонат                      | Чемпіонат | Чемпіонат | Нац. кубок | Нац. кубок | Нац. кубок | Конт. кубок | Конт. кубок | Конт. кубок | Інші кубки | Інші кубки | Інші кубки | Загалом | Загалом | Загалом |
| Сезон                          | Команда                        | Змаг.                          | Матчі     | Голи      | Змаг.      | Матчі      | Голи       | Змаг.       | Матчі       | Голи        | Змаг.      | Матчі      | Голи       | Матчі   | Голи    |         |
| ------------------------------ | ------------------------------ | ------------------------------ | --------- | --------- | ---------- | ---------- | ---------- | ----------- | ----------- | ----------- | ---------- | ---------- | ---------- | ------- | ------- | ------- |
| 2016-2017                      | «АЕЗ Закакіу»                  | АК                             | 15        | 1         | КК         | 0          | 0          | -           | -           | -           | -          | -          | -          | 15      | 1       |         |
| 2017-2018                      | «Фортуна» (Сіттард)            | ЕЕ                             | 37        | 15        | КН         | 3          | 0          | -           | -           | -           | -          | -          | -          | 40      | 15      |         |
| 2018-2019                      | «Фортуна» (Сіттард)            | ЕД                             | 28        | 3         | КН         | 4          | 1          | -           | -           | -           | -          | -          | -          | 32      | 4       |         |
| Загалом за «Фортуна» (Сіттард) | Загалом за «Фортуна» (Сіттард) | Загалом за «Фортуна» (Сіттард) | 65        | 18        |            | 7          | 1          |             | -           | -           |            | -          | -          | 72      | 19      |         |
| 2019-2020                      | ОФІ Крит                       | СЛ                             | 20        | 6         | КГ         | 2          | 0          | -           | -           | -           | -          | -          | -          | 0       | 0       |         |
| Усього за кар'єру              | Усього за кар'єру              | Усього за кар'єру              | 100       | 25        |            | 9          | 1          |             | -           | -           |            | -          | -          | 109     | 26      |         |

### У збірній
| Дата      | Місто | Господарі  | Результат | Гості        | Турнір                                    | Голи | Примітки |
| --------- | ----- | ---------- | --------- | ------------ | ----------------------------------------- | ---- | -------- |
| 13-1-2022 | Яунде | Кабо-Верде | 0 – 1     | Буркіна-Фасо | Кубок африканських націй 2021 - 1-й раунд | -    | 82'      |
| Усього    |       | Матчів     | 1         |              | Голів                                     | 0    |          |